# Orantehouding

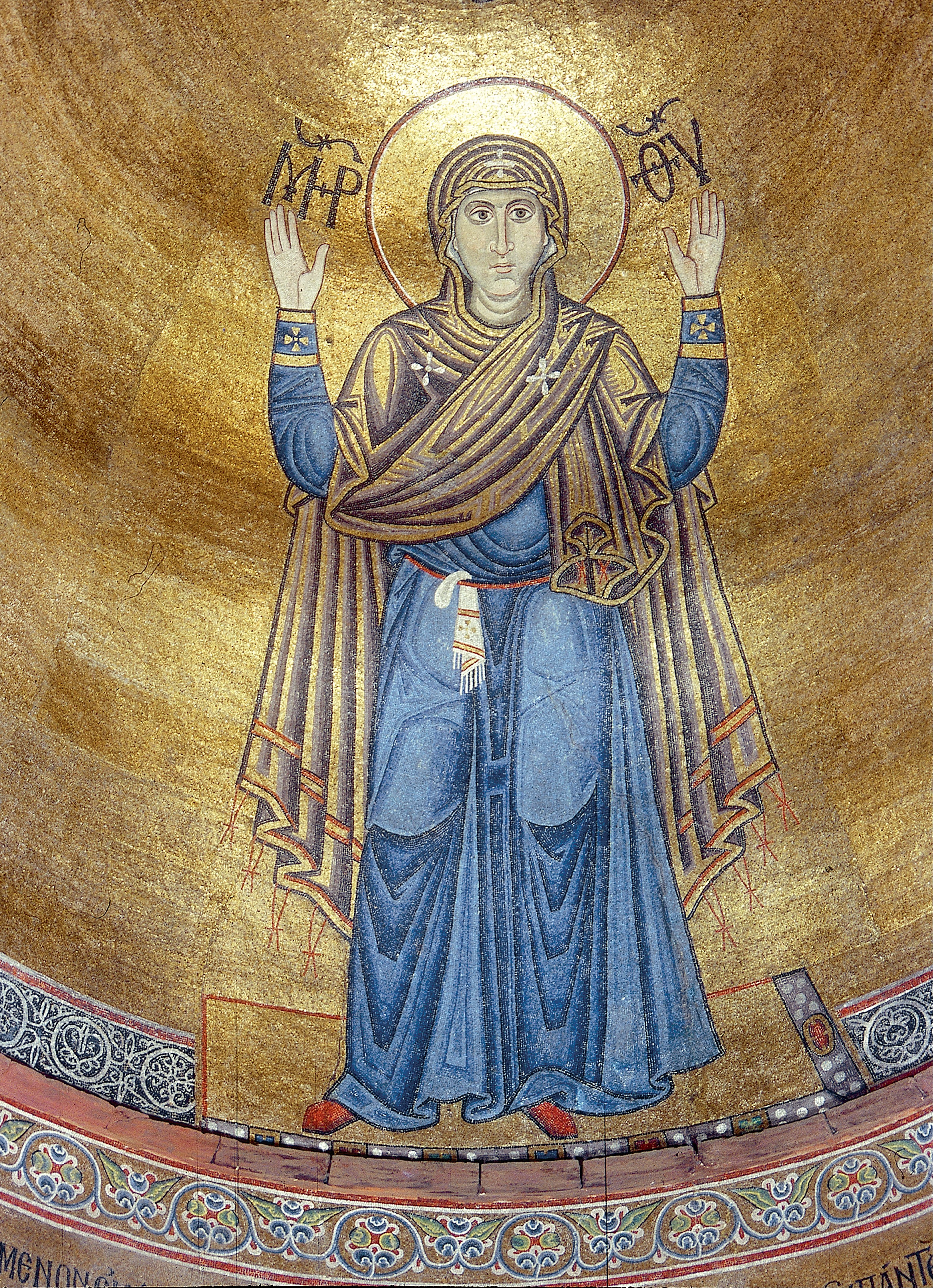
Maria afgebeeld in de orantehouding in de Sint-Sophia-kerk in Kiev.

De orantehouding is een christelijke gebedshouding waarbij men de armen symmetrisch uitstrekt en de geopende handen opheft tot op oorhoogte, terwijl men de ellebogen dicht bij de romp van het lichaam houdt.  Deze gebedshouding werd veelvuldig in de vroegchristelijke kunst afgebeeld (zie catacomben) en wordt ook vandaag gebruikt, zowel door de priester als door leken.